# Josef Beran
Josef Beran (ur. 29 grudnia 1888 w Pilźnie, zm. 17 maja 1969 w Rzymie) – czeski duchowny katolicki, Sługa Boży Kościoła katolickiego, arcybiskup Pragi, kardynał.

## Życiorys
Po studiach w czeskim seminarium wyjechał do Rzymu, gdzie kontynuował naukę (w Papieskim Athenaeum De Propaganda Fide). 10 czerwca 1911 r. w Rzymie przyjął święcenia kapłańskie. Po powrocie do Pragi był duszpasterzem, wykładał na Uniwersytecie Karola oraz pełnił funkcję dyrektora duchowego seminarium praskiego. 11 czerwca 1936 r. papież Pius XI nadał mu tytuł tajnego szambelana (kolejny papież, Pius XII, potwierdził nominację w październiku 1939 r.).

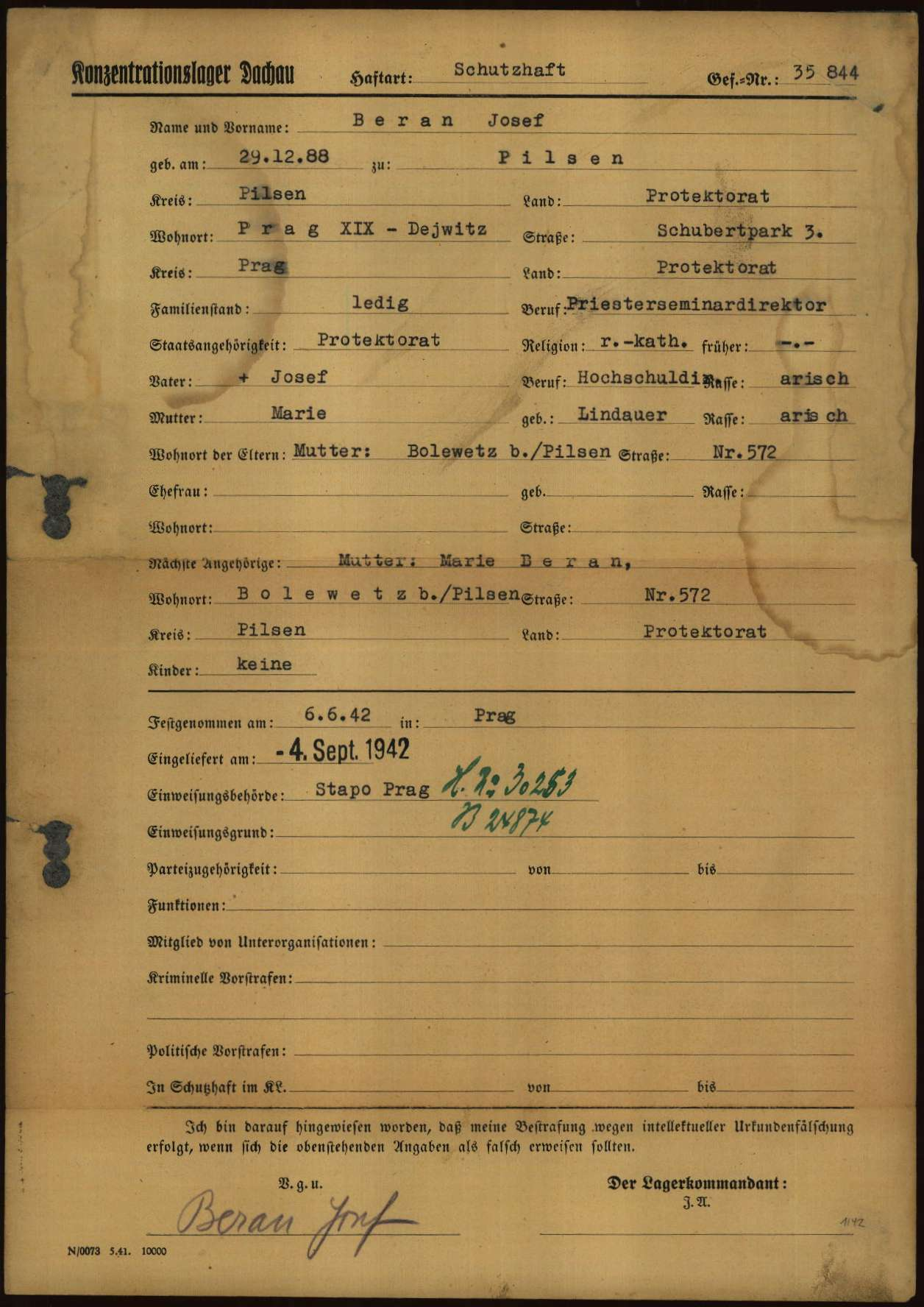
Formularz rejestracyjny Josefa Berana jako więźnia w nazistowskim obozie koncentracyjnym w Dachau

W czerwcu 1942 r., po zamachu na Reinharda Heydricha został aresztowany przez gestapo. Był więziony na Pankracu w Pradze, potem w obozie koncentracyjnym w Terezinie; tu wraz z Beranem więziono ks. Štěpána Trochtę, późniejszego biskupa litomierzyckiego i kardynała. W latach 1942–1945 Beran pozostawał w obozie koncentracyjnym Dachau, tu z pallotynem ks. Richardem Henkesem.
W listopadzie 1946 r. ks. Beran został mianowany arcybiskupem Pragi; 8 grudnia 1946 sakry biskupiej udzielił mu w Pradze arcybiskup Saverio Ritter (Nuncjusz apostolski w Czechosłowacji), przy współudziale biskupa hradeckiego Mořica Píchy i praskiego biskupa pomocniczego Antonína Eltschknera.
W 1948 r. zawiesił, po czym ekskomunikował ks. Josefa Plojhara. Pomimo nacisków nigdy nie odwołał ekskomuniki, natomiast Plojhar używał wszelkich wpływów, aby zastosowano jak najostrzejsze restrykcje przeciwko biskupowi. Kiedy władze chciały zwolnić Berana w 1956 r., wskutek nacisków Plojhara pozostał do 1963 r. w areszcie.
W 1949 r. ponownie został uwięziony, tym razem przez władze komunistyczne; do 1963 r. był przetrzymywany w różnych wioskach i więzieniach w Mukařovie (koło Pragi) i Radvanovie. Cały czas prześladowano go i śledzono. Między innymi, w tajemnicy dodawano do napojów i jedzenia dla arcybiskupa, oraz dbającej o niego zakonnicy, afrodyzjak, w nadziei na nakręcenie kompromitujących scen.
Lata 1963–1965 spędził na wolności, ale uniemożliwiono mu wykonywanie obowiązków biskupich. W lutym 1965 r. zezwolono mu na opuszczenie Czechosłowacji. Resztę życia spędził w Rzymie, gdzie brał udział w życiu Kościoła – uczestniczył w IV ostatniej sesji II soboru watykańskiego oraz odebrał od papieża Pawła VI nominację kardynalską (22 lutego 1965 r., z tytułem prezbitera S. Croce in via Flaminia). Zmarł w Rzymie 17 maja 1969 r. i został pochowany, jako jedyny Czech, w bazylice watykańskiej.
2 kwietnia 1998 r. otwarto w Pradze diecezjalny proces beatyfikacyjny kardynała Berana. W styczniu 2018 papież Franciszek zgodził się na przewiezienie spoczywającego w Grotach Watykańskich ciała kard. Josefa Berana do Czech, a konkretnie do Pragi.

## Odznaczenia
W 1991 r. został pośmiertnie odznaczony Orderem Tomáša Garrigue Masaryka I klasy.